# Schweizer SGS 1-34
El Schweizer SGS 1-34 es un planeador estadounidense de la Clase Standard, de ala alta y monoplaza, construido por Schweizer Aircraft de Elmira (Nueva York).
El 1-34 fue diseñado durante varios años de la década de 1960 y voló por primera vez en 1969.
En la época en que el 1-34 fue introducido, ya no era competitivo en la Clase Standard, pero se probó muy exitoso como avión de clubes.

## Diseño y desarrollo

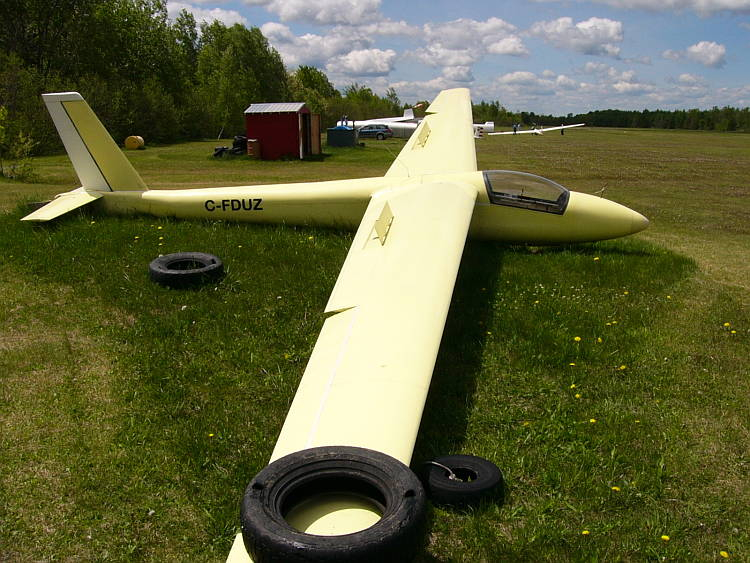
Schweizer SGS 1-34 mostrando la planta alar. El neumático es usado para asegurar el ala en condiciones de viento.

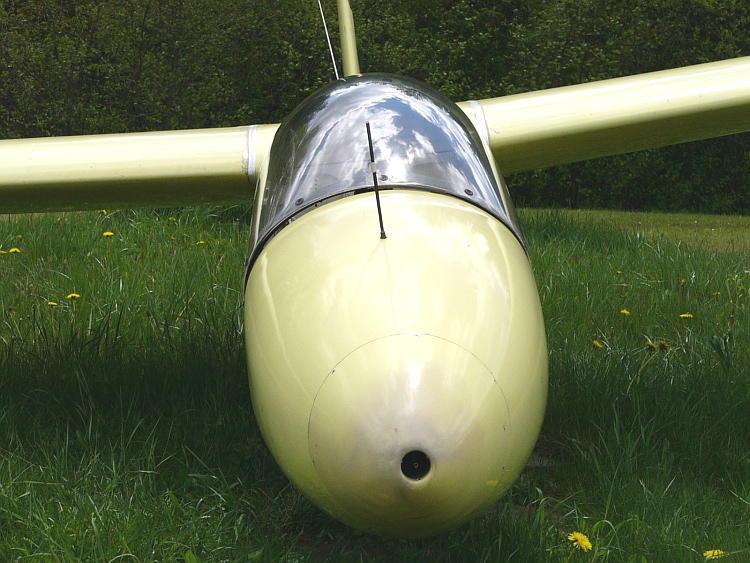
Schweizer SGS 1-34, vista frontal mostrando la entrada de aire con el tubo pitot montado dentro.

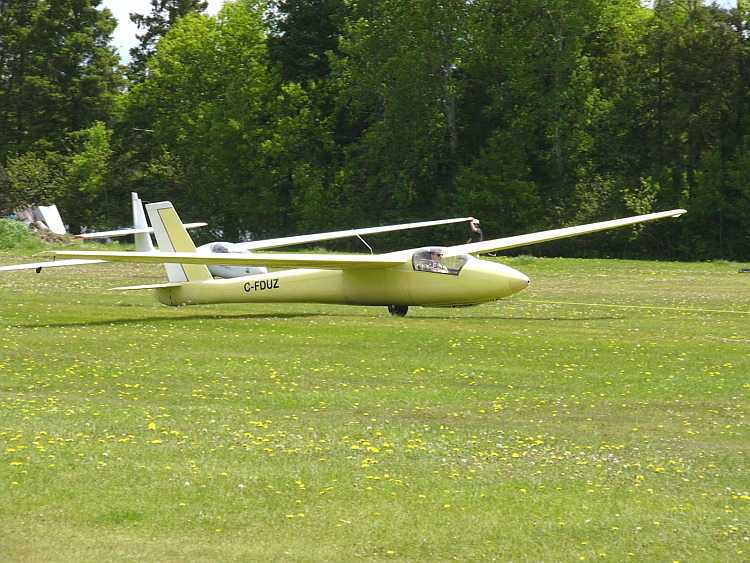
Schweizer SGS 1-34 despegando.

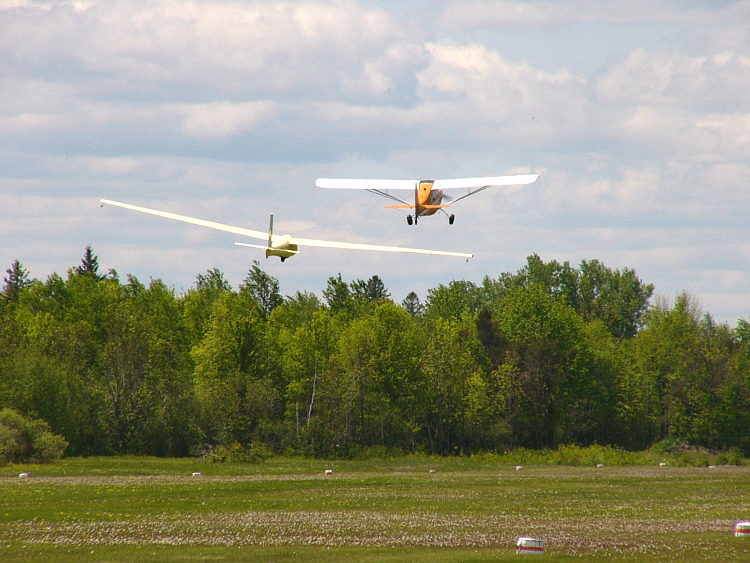
Schweizer SGS 1-34 siendo remolcado por un Champion 7GCAA Citabria.

El 1-34 fue diseñado en varios años para distribuir los costes de desarrollo. En la época en que se comenzaron los trabajos de diseño del avión, la Clase Standard era nueva y marcaba un avión muy simple con frenos de picado de velocidad final, tren de aterrizaje fijo y sin lastre de agua. Para cuando voló el 1-34 en 1969, las normas de la Clase Standard habían cambiado para permitir esencialmente veleros sin restricciones con una envergadura de 15 m.
El SGS 1-34 es de construcción semimonocasco totalmente metálica de aluminio. Todas las superficies están recubiertas de aluminio, con la excepción del timón, que está recubierto de tela.
El 1-34 dispone de frenos aéreos capaces de limitar la velocidad final en un picado vertical a la máxima velocidad segura especificada en las normas originales de la Clase Standard. Su desarrollo y pruebas resultaron caras y una pérdida de tiempo, y también alargaron los tiempos de desarrollo del avión.
El 1-34 fue el primer diseño de Schweizer que se inició usando un perfil NACA. El 1-34 no tiene torsión en las alas y en su lugar utiliza un perfil Wortmann FX 61-163 en la raíz alar que transiciona hacia un perfil Wortmann FX 61-126 en la punta alar. La punta alar entra en pérdida a un ángulo de ataque mayor, asegurando que la raíz entra en pérdida primero.
La única concesión de la compañía a las cambiantes normas de la Clase Standard fue el desarrollo de una versión del 1-34 con tren de aterrizaje retráctil, designada como SGS 1-34R.
El 1-34 también presenta pedales del timón ajustables en vuelo y un asiento ajustable en dos planos para acomodar a pilotos de diferente altura.
El avión fue volado en competiciones de la Clase Standard, pero fue superado por los nuevos diseños europeos de fibra de vidrio, como el Glasflügel H-201 Standard Libelle.
Durante el prolongado proceso de desarrollo, Schweizer Aircraft se dio cuenta de que el 1-34 sería superado por los cambios en las normas de la clase y por las prestaciones de los nuevos planeadores europeos, pero continuó el desarrollo del avión de todas formas. La compañía identificó que había demanda de propietarios privados, y especialmente clubes y operadores comerciales, de un planeador simple monoplaza y robusto con mejores prestaciones que el 1-26.
En servicio, el 1-34 ha demostrado ser un avión de club popular e ideal para completar vuelos de insignia. Schweizer indicó que si se hubiera construido un número mayor de ejemplares, se habría convertido en otra clase de un solo diseño, similar al 1-26.
El Certificado de Tipo pertenece actualmente a K & L Soaring de Cayuta, Nueva York. K & L Soaring proporciona actualmente todas las piezas y da apoyo a la línea de veleros Schweizer.

## Historia operacional
Al menos, dos 1-34 han sido muy modificados. El 1-34R de Bob Park, matriculado N17974, resultó dañado cuando un huracán atravesó Georgia y provocó el colapso de un hangar. El 1-34R fue reconstruido con una cola en V y depósitos de lastre montados en las alas, llevando 105 kg de agua. El avión fue seguidamente registrado en la categoría Experimental-Racing/Exhibition.
Una célula de SGS 1-34 modificada con tren de aterrizaje triciclo y propulsada por un motor Lycoming TIO-360 fue usada como base del prototipo sin piloto del Martin Marietta Model 845, una propuesta del programa de UAV de gran autonomía Compass Dwell de la USAF, a principios de los años 70.
En mayo de 2008, todavía había  63 1-34 y seis 1-34R registrados en los Estados Unidos, y cinco SGS 1-34 en Canadá.
La designación de la USAF para el SGS 1-34 es TG-6.

## Variantes
1-34
El modelo 1-34 original de tren de aterrizaje fijo fue certificado bajo el Certificado de Tipo G3EA el 16 de octubre de 1969.
1-34R
El 1-34R de tren de aterrizaje retráctil fue añadido al Certificado de Tipo G3EA el 15 de junio de 1971.
TG-6
Designación dada por la USAF a los 1-34 utilizados por la USAFA.
Park 1-34R Modified
Después de que un hangar colapsara sobre el 1-34R de Bob Park y destruyera la parte trasera del avión, aquel lo reconstruyó en la categoría Experimental - Racing/Exhibition con una cola en V y 104 kg de lastre de agua. La nueva cola permitió retirar el lastre de plomo del morro. El avión voló tres vuelos de insignia diamante y distancia oro en agosto de 1983.

## Operadores
Estados Unidos
- Fuerza Aérea de los Estados Unidos

## Aviones en exhibición
- US Southwest Soaring Museum.[11]

## Especificaciones

### Características generales
- Tripulación: Uno (piloto)
- Longitud: 7,8 m (25,6 ft)
- Envergadura: 15 m (49,2 ft)
- Altura: 2,3 m (7,6 ft)
- Superficie alar: 14 m² (150,7 ft²)
- Perfil alar: Raíz: Wortmann FX 61-163, Punta: Wortmann FX 61-126
- Peso vacío: 259 kg (570,8 lb)
- Peso cargado: 381 kg (839,7 lb)
- Alargamiento: 16

### Rendimiento
- Velocidad máxima operativa (Vno): 227 km/h (141 MPH; 123 kt)
- Tasa máxima de planeo: 33 a 88 km/h
- Régimen de descenso: 0,73 m/s (144 pies/min)

## Aeronaves relacionadas

### Aeronaves similares
- N.V. Vliegtuigbouw 013 Sagitta
- Pilatus B-4
- ICA IS-29

### Secuencias de designación
- Secuencia Numérica (interna de Schweizer): ← 2-31 - 2-32 - 2-33 - 1-34 - 1-35 - 1-36 - 2-37 →
- Secuencia TG-_ (Planeadores de Entrenamiento estadounidenses, 1962-presente): ← TG-3 - TG-4 - TG-5 - TG-6 - TG-7 - TG-8 - TG-9   →